# Pseudomancopsetta
Pseudomancopsetta is een monotypisch geslacht van straalvinnige vissen uit de familie van zuidelijke botten (Achiropsettidae).

## Soort
- Pseudomancopsetta andriashevi Evseenko, 1984